# لورنتسو لیپی
لورنتسو لیپی (لاتین: Lorenzo Lippi؛ ‏( زاده ۶ مه  ۱۶۰۶ - ۱۵ آوریل ۱۶۶۵) نقاش و شاعر که در بین سال‌های ۱۶۰۶ تا ۱۶۶۴ میلادی (مطابق با ۹۸۵ تا ۱۰۴۳ خورشیدی) زندگی می‌کرده‌است. وی متولد فلورانس بود و زیر نظر متیو روزلی نقاشی را آموخته‌است.

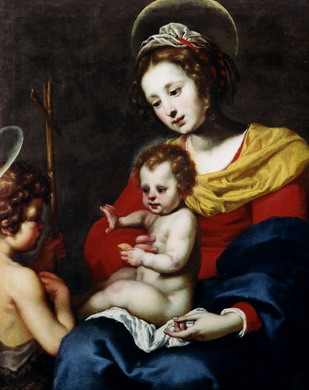
حضرت مریم و مسیح در قنداق